# 5115 Frimout
5115 Frimout è un asteroide della fascia principale. Scoperto nel 1988, presenta un'orbita caratterizzata da un semiasse maggiore pari a 3,0198541 UA e da un'eccentricità di 0,1340329, inclinata di 8,66752° rispetto all'eclittica.
Dal 16 maggio al 14 luglio 1992, quando 5210 Saint-Saëns ricevette la denominazione ufficiale, è stato l'asteroide denominato con il più alto numero ordinale. Prima della sua denominazione, il primato era di 5006 Teller.
L'asteroide è dedicato all'astronauta belga Dirk Frimout.